# Grāpple

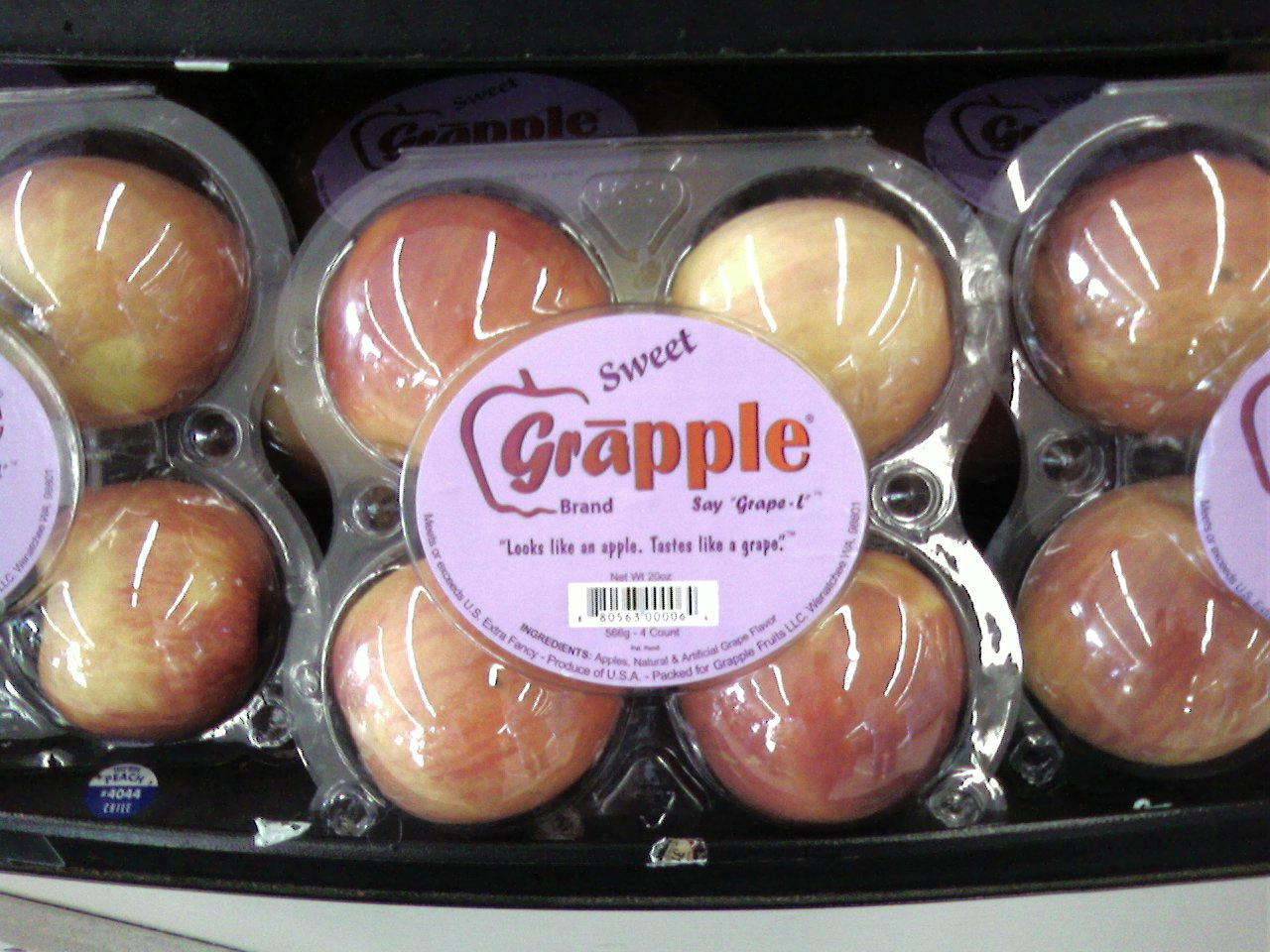
Un emballage de quatre Grāpples dans un supermarché de South San Francisco aux États-Unis.

Grāpple (/ɡreɪpəl/), est la marque déposée pour une pomme Fuji ou Gala qui a été trempée dans une solution d'anthranilate de méthyle (en) et d'eau pour conférer à sa chair le goût d'un cépage Concord. Cette opération n'ajoute pas de sucre, n'augmente pas la teneur en calories et n'affecte pas la valeur nutritionnelle de la pomme traitée. Tous les ingrédients sont approuvés par l'USDA et la FDA et le processus a été autorisé par le Washington State Department of Agriculture. Contrairement à ce que son nom semble indiquer, c'est un fruit aromatisé, et non un hybride de deux fruits.